# فرانك جوميز
فرانك جوميز (بالإنجليزية: Frank Gomez) هو فنان قتال مختلط أمريكي، ولد في 31 مارس 1986 في نيفادا في الولايات المتحدة.

## وصلات خارجية
- فرانك جوميز على موقع شيردوغ (الإنجليزية)
- فرانك جوميز على موقع IMDb (الإنجليزية)